# S.T.O.
S.T.O. fue un programa de televisión argentino de entrevistas y entretenimiento emitido por América TV desde el 31 de marzo de 2019. El programa fue conducido por Sofía Morandi y Julián Serrano, quienes buscan complementar y trasladar el contenido digital a la televisión abierta mediante las noticias que impactan en las redes sociales, los vídeos virales, los memes, videoblogs y la actualidad, para ello contarán con el espacio para compartir la experiencia, como así también, tendrán notas, un lugar para nuevos talentos y recibirán a invitados con una fuerte influencia en el público infantojuvenil de redes.
A partir de julio de 2019 el programa cambia de día, horario y nombre; denominado: S.T.O. #LaPrevia.

## Formato
El programa comienza con la introducción del equipo que conforma el programa, después una nota televisiva es presentada por los conductores, Sofía Morandi y Julián Serrano, la cual implica a algún integrante del equipo, donde se lo verá recorriendo algún lugar de interés social y turístico de la provincia de Buenos Aires. Más tarde, recibirán la visita de distintos invitados por bloques, a los cuales se les preguntará por sus inicios, su presente laboral, sus proyectos, su vínculo con las redes sociales y su vida personal, como así también, mostrarán lo que realizaron los conductores y su equipo durante la semana en función a distintos desafíos, desde conocer lugares insólitos y vivir experiencias impensadas.

## Equipo

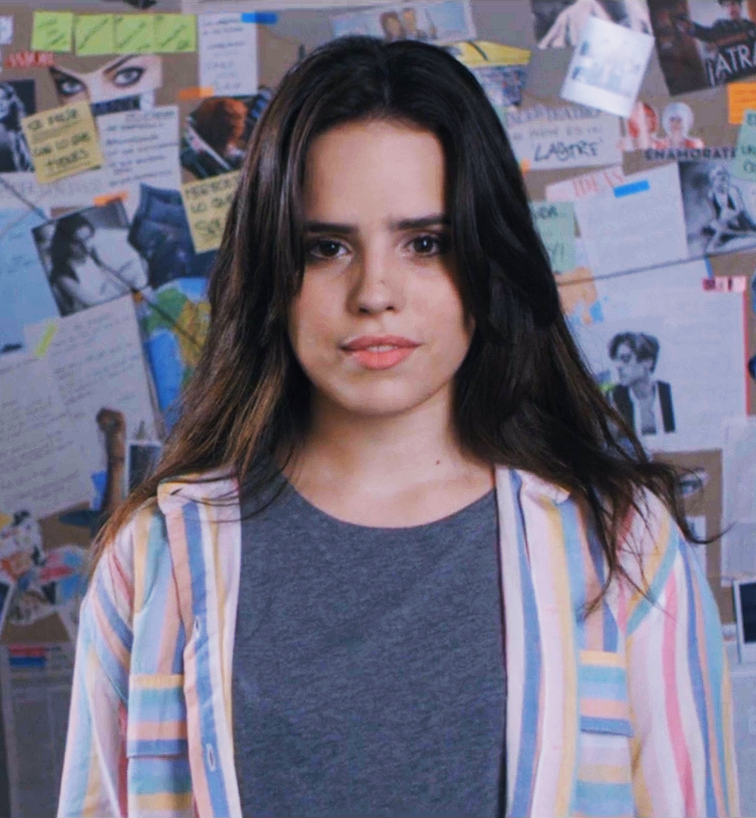
Sofía Morandi conductora de 22 años

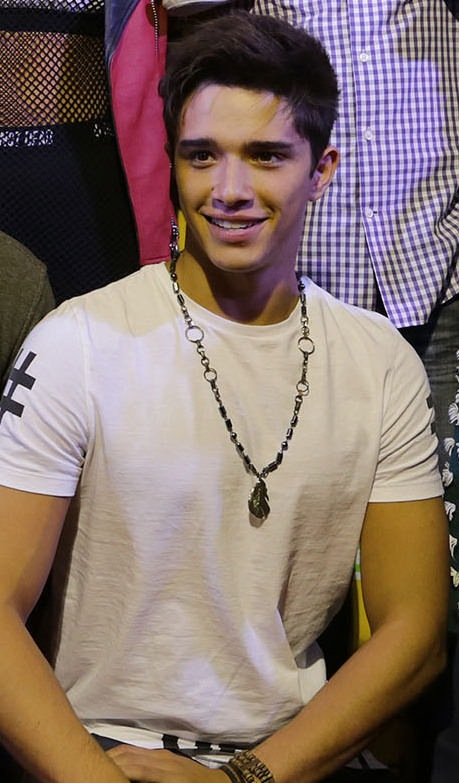
Julián Serrano, conductor de 25 años

### Conductores
- Guido Zaffora (20 de julio - 27 de octubre de 2019)
- Majo Martino (14 de septiembre - 27 de octubre de 2019)
- Sofía Morandi (31 de marzo - 7 de septiembre de 2019) [6]
- Julián Serrano (31 de marzo - 13 de julio de 2019) [7]

### Panelistas
- Fermín Bo (31 de marzo - 7 de septiembre de 2019)
- Lucas Spadafora (31 de marzo - 7 de septiembre de 2019)
- Julieta Castro (31 de marzo - 30 de junio de 2019)
- Juan Otero (31 de marzo - 30 de junio de 2019)

## Invitados
| N.º Serie | Fecha de emisión                 | Episodio | Audiencia |
| --------- | -------------------------------- | --- | --------- |
| 1         | Domingo, 31 de marzo de 2019     | Ver listaFranco Masini (Actor) Mica Suárez (Youtuber) Kevsho (Youtuber) Nicolás Merlín (Bailarín) | 1.5       |
| 2         | Domingo, 7 de abril de 2019      | Ver listaFlorencia Otero (Actriz y cantante) Germán Tripel (Cantante) Tomás Benítez (Bailarín) Chule Von Wernich (Cantante) Lautaro "Lauty" Pema (Rapero) Coscu (Youtuber)                              | 0.7       |
| 3         | Domingo, 14 de abril de 2019     | Ver listaFlorencia Peña (Actriz y presentadora) Thiago Luna (Cantante) Daiana Hernández (Youtuber) Martín "La Faraona" Cirio (Youtuber)                                                                 | 0.5       |
| 4         | Domingo, 21 de abril de 2019     | Ver listaMartín "Demente" Kovacs (Youtuber) Valentina y Máxima Tellado (Cantantes) Nicolás de Tracy (Comediante) Tomás Rojas (Cantante)                                                                 |           |
| 5         | Domingo, 28 de abril de 2019     | Ver listaElenco de Una vez en la Vida Pedro Parnenzini (Youtuber) Federico Vigevani (Youtuber) Nicole García (Youtuber) Yami Safdie (Cantante)                                                          |           |
| 6         | Domingo, 5 de mayo de 2019       | Ver listaMelania Lenoir (Actriz) Iñaki Aldao (Actor) José "El Purre" Giménez Zapiola (Actor) Ailin Jeanney (Cantante) Fernando Dente (Actor y cantante)                                                 | 0.5       |
| 7         | Domingo, 12 de mayo de 2019      | Ver listaMaría Becerra (Cantante y youtuber) Alexis Sanzi (Youtuber) Victoria Bernardi (Cantante) Modo Avión (Grupo Musical) Malena Narvay (Actriz) Candelaria Molfese (Actriz y Cantante)              |           |
| 8         | Domingo, 19 de mayo de 2019      | Ver listaMike Chouhy (Comediante) Darío Orsi (Comediante) Enzo "FMK" Sauthier (Rapero) Juan "Marito Baracus" Arnone (Youtuber) Brenda Aliendo (Cantante) Lionel Ferro (Youtuber) Amira Chediak (Modelo) |           |
| 9         | Domingo, 26 de mayo de 2019      | Ver listaAgustín Casanova (Actor y Cantante) Los B onnitos (Grupo Musical) Sol Makena (Cantante) Paulina Cocina (Cocinera)                                                                              | 0.8       |
| 10        | Domingo, 2 de junio de 2019      | Ver listaRombai (Grupo Musical) Radagast (Comediante) Felicitas Martínez (Cantante) Sin Ensayo (Grupo Musical)                                                                                          |           |
| 11        | Domingo, 9 de junio de 2019      | Ver listaMáximo Espíndola (Actor y Cantante) Agustín Bernasconi (Actor y Cantante) Stéfano De Gregorio (Actor) Indra "Bhavi" Buchman (Rapero)                                                           |           |
| 12        | Domingo, 16 de junio de 2019     | Ver listaEl Show de Andy (Grupo Musical) Lionel Ferro (Youtuber) |           |
| 13        | Domingo, 23 de junio de 2019     | Ver listaMano Arriba (Grupo Musical) El Polaco (Cantante) Twi5ter (Grupo Musical) María Soledad Siboldi (Youtuber) Alain Verdier (Cantante)                                                             | 0.6       |
| 14        | Domingo, 30 de junio de 2019     | Ver listaGrupo Play (Grupo Musical) Elenco de Amor Propio Luciano "Nax King" Valentini (Cantante) Rodrigo Noya (Actor) Nicolás Riedel (Cantante) El Gordo S (Cantante)                                  |           |
| 15        | Sábado, 6 de julio de 2019       | Ver listaEduardo "Cacha" Cachavilano (Rapero) Charlotte Caniggia (Personalidad de televisión) | 0.7       |
| 16        | Sábado, 13 de julio de 2019      | Ver listaGuido Zaffora (Panelista) Florencia Jazmín Peña (Bailarina) Lizardo Ponce (Conductor) Manuela Viale (Conductora) Cinthia Fernández (Bailarina)                                                 | 0.4       |
| 17        | Sábado, 20 de julio de 2019      | Ver listaDan Breitman (Actor) Stefanía Roitman (Actriz) Lourdes Sánchez (Bailarina) Mariano Chiesa (Actor) Fernando Dente (Actor y cantante)                                                            | 1.7       |
| 18        | Sábado, 27 de julio de 2019      | Ver listaJohanna Francella (Actriz) Rodrigo Noya (Actor) Majo Martino (Periodista) Martín Blaclini (Empresario) Agustín Monzón (Nieto de Carlos Monzón)                                                 | 1.0       |
| 19        | Sábado, 3 de agosto de 2019      | Ver listaFlorencia Torrente (Actriz) Sol Pérez (Modelo) Agustín Sullivan (Actor) Ailén Bechara (Modelo) Ramiro Bueno (Hijo de Rodrigo) Macarena Rinaldi (Bailarina)                                     | 0.7       |
| 20        | Sábado, 10 de agosto de 2019     | Ver listaSilvina Escudero (Bailarina) Facundo Imhoff (Jugador de voleibol) Sofía Pachano (Bailarina y actriz) Jey Mammón (Comediante y presentador) Freddy Villarreal (Humorista)                       |           |
| 21        | Sábado, 17 de agosto de 2019     | Ver listaJulieta Nair Calvo (Actriz) Leticia Siciliani (Actriz) Nicolás Occhiato (Conductor) Mariela "La Chipi" Anchipi (Bailarina)                                                                     | 1.4       |
| 22        | Sábado, 24 de agosto de 2019     | Ver listaFederico Bal (Actor y bailarín) Miriam Lanzoni (Actriz) Sofía Macaggi (Bailarina) Lola Latorre (Modelo) Gabriel Fernández (Productor)                                                          |           |
| 23        | Sábado, 7 de septiembre de 2019  | Ver listaLeticia Brédice (Actriz) Christian Sancho (Actor) Melina Lezcano (Cantante) Paloma Ker (Actriz) Bianca Iovenitti (Bailarina)                                                                   | 0.8       |
| 24        | Sábado, 14 de septiembre de 2019 | Ver listaCarla Quevedo (Actriz) Mora Godoy (Bailarina) Diego Mesaglio (Actor) Lourdes Sánchez (Bailarina) Puli de María (DJ)                                                                            |           |
| 25        | Sábado, 21 de septiembre de 2019 | Ver listaMica Viciconte (Deportista) Martín "La Faraona" Cirio (Youtuber) Anamá Ferreyra (Exmodelo) Sasha Gigliani (Futbolista)                                                                         |           |